# Tierra y Libertad, Marqués de Comillas
Tierra y Libertad är en ort i Mexiko.   Den ligger i kommunen Marqués de Comillas och delstaten Chiapas, i den sydöstra delen av landet, 1 000 km öster om huvudstaden Mexico City. Tierra y Libertad ligger 191 meter över havet och antalet invånare är 578.
Terrängen runt Tierra y Libertad är platt. Runt Tierra y Libertad är det glesbefolkat, med 16 invånare per kvadratkilometer. Närmaste större samhälle är Zamora Pico de Oro, 16,8 km norr om Tierra y Libertad. I omgivningarna runt Tierra y Libertad växer i huvudsak städsegrön lövskog.